# Феликс де Блохаузен
Барон Феликс де Блохаузен (фр. Félix de Blochausen; Биртинген, 5. март 1834 — Биртинген, 15. новембар 1915) је био луксембуршки политичар. Био је шести премијер Луксембурга и на овом положају је провео 10 година од 26. децембра 1874. до 20. фебруара 1885. године.